# Liste der Baudenkmale in Freistatt
In der Liste der Baudenkmale in Freistatt sind alle Baudenkmale der niedersächsischen Gemeinde Freistatt aufgelistet. Die Quelle der  Baudenkmale ist der Denkmalatlas Niedersachsen. Der Stand der Liste ist der 15. März 2021.
In den Spalten befinden sich folgende Informationen:
- Lage: die Adresse des Baudenkmales und die geographischen Koordinaten. Kartenansicht, um Koordinaten zu setzen. In der Kartenansicht sind Baudenkmale ohne Koordinaten mit einem roten Marker dargestellt und können in der Karte gesetzt werden. Baudenkmale ohne Bild sind mit einem blauen Marker gekennzeichnet, Baudenkmale mit Bild mit einem grünen Marker.
- Bezeichnung: Bezeichnung des Baudenkmales
- Beschreibung: die Beschreibung des Baudenkmales. Unter § 3 Abs. 2 NDSchG werden Einzeldenkmale und unter § 3 Abs. 3 NDSchG Gruppen baulicher Anlagen und deren Bestandteile ausgewiesen.
- ID: die Objekt-ID des Baudenkmales
- Bild: ein Bild des Baudenkmales, ggf. zusätzlich mit einem Link zu weiteren Fotos des Baudenkmals im Medienarchiv Wikimedia Commons. Wenn man auf das Kamerasymbol klickt, können Fotos zu Baudenkmalen aus dieser Liste hochgeladen werden:

## Freistatt

### Einzelbaudenkmal
| Lage                                       | Bezeichnung  | Beschreibung                                                                                   | ID       | Bild |
| ------------------------------------------ | ------------ | ---------------------------------------------------------------------------------------------- | -------- | ---- |
| Kirchstraße 22 52° 37′ 27″ N, 8° 38′ 43″ O | Leichenhalle | Das eingeschossige Backsteingebäude steht unter einem Satteldach mit einem kunstvollen Giebel. | 34435497 |      |

### Ehemaliges Baudenkmal
| Lage                                                    | Bezeichnung | Beschreibung | ID       | Bild |
| ------------------------------------------------------- | ----------- | --- | -------- | ---- |
| Von-Bodelschwingh-Straße 11 52° 37′ 25″ N, 8° 38′ 52″ O | Wohnhaus    | Das zweigeschossige verbretterte Gebäude aus der Anfangszeit der Backsteingebäude steht unter einem Satteldach mit einem kunstvollen Giebel. Da der baugeschichtliche Zeugniswert nicht mehr vorhanden ist, wurde das Gebäude ab 2004 nicht mehr im Denkmalverzeichnis geführt. | 34435517 | BW   |